# Effet de foehn
Pour les articles homonymes, voir Föhn (homonymie).

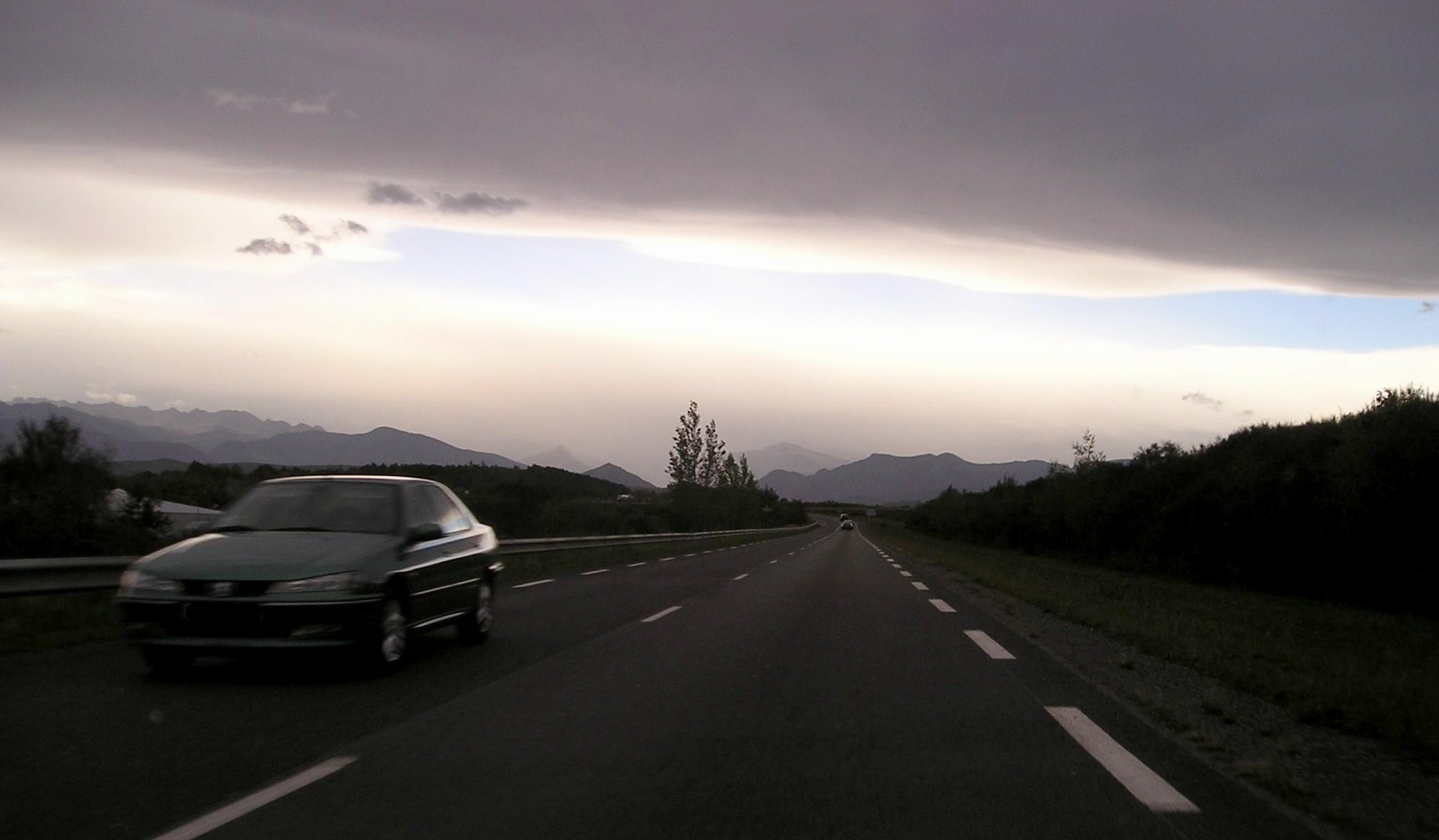
Régime de foehn dans les Pyrénées caractérisé par une bande de ciel bleu (le trou de fœhn) puis, en aval du phénomène, des nuages « soufflés » traduisant un vent puissant.

L’effet de foehn, ou effet de föhn, est un phénomène météorologique créé par la rencontre de la circulation atmosphérique et du relief quand un vent dominant rencontre une chaîne montagneuse. Le nom vient de foehn, nom donné à un vent fort, sec et chaud dans les Alpes.
L'air situé sur le versant ascendant subit un refroidissement adiabatique sec, ce qui augmente son humidité relative, éventuellement jusqu'à saturation. S'il y a condensation, il y aura production de nuages et précipitations de ce côté avec libération de la chaleur de condensation dans l'atmosphère. Ensuite la variation de température devient celle plus lente du gradient adiabatique humide. En aval de l'obstacle, l'air redevenu sec redescend et se réchauffe selon l'adiabatique sèche ce qui dégage le ciel de ce côté. Selon la quantité de vapeur d'eau perdue et la différence d'altitude avant et après l'obstacle, il se formera un vent sec et chaud sur le versant descendant. Son résultat est qu'il fait souvent plus chaud et sec après la montagne qu'avant (dans le sens du mouvement de l'air).

## Principe

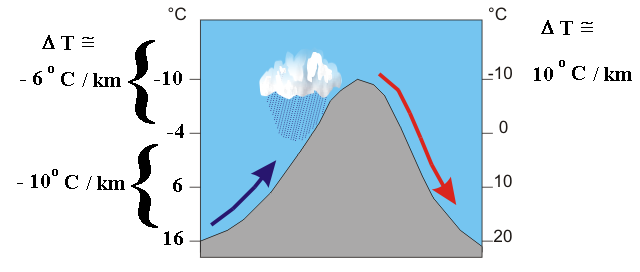
Variation de la température en amont et en aval de l'obstacle.

Lorsque le vent rencontre une montagne plus ou moins perpendiculairement, il suit le relief et s'élève. La pression atmosphérique diminuant avec l'altitude, la température de l'air diminue, par détente adiabatique, d'abord selon le gradient adiabatique sec,.
Si l'humidité est assez grande au départ, la vapeur d'eau contenue dans l'air va se condenser à partir du niveau où il atteint la saturation, ce qui réchauffe l'air. En effet, le rayonnement solaire, qui a fourni de la chaleur et permis de faire s'évaporer l'eau au niveau du sol, est restitué à l'air par la chaleur latente. Le taux de diminution de la température de la parcelle d'air se fera donc à partir de ce moment selon le gradient adiabatique humide plus lent, tant qu'il y aura de la vapeur à condenser,.
Si l'air est stable au-dessus de la chaîne de montagne, la parcelle soulevée ne peut continuer sa montée une fois la cime passée et redescend l'autre versant. Il est alors sous le point de saturation car l'eau est tombée sous forme de pluie. Lorsqu'il descend, l'air se comprime (puisque la pression augmente vers le bas) et donc sa température augmente par compression adiabatique selon le taux adiabatique sec,.
L'effet de fœhn ne demande pas qu'il y ait de précipitations (pluie/neige) ou de nuages épais produits du côté en ascendance. Comme expliqué antérieurement, lorsque le refroidissement de la masse soulevée en amont permet seulement la formation de nuages plus ou moins minces, sans aller jusqu'à produire des précipitations, ces derniers devront être évaporés en aval lors de la descente. La différence de température en surface entre le côté au vent (flèche bleue) et le versant sous le vent (flèche rouge) dépendra alors seulement de la différence d'altitude entre ces deux côtés. Le corollaire est que s'il n'y a pas de différence d'altitude, il n'y a pas de différence de température,.
Sur la photographie illustrant l'effet de fœhn, la bande de ciel bleu appelée le trou de fœhn est clairement visible à l'arrière. À l'aval du trou de fœhn, il y a des altocumulus lenticularis (nuages soufflés) qui sont des marqueurs d'ondes de gravité et des cumulus fractus (petits nuages déchiquetés) qui marquent la présence d'un rotor.

### État de la couche atmosphérique en aval de l'obstacle

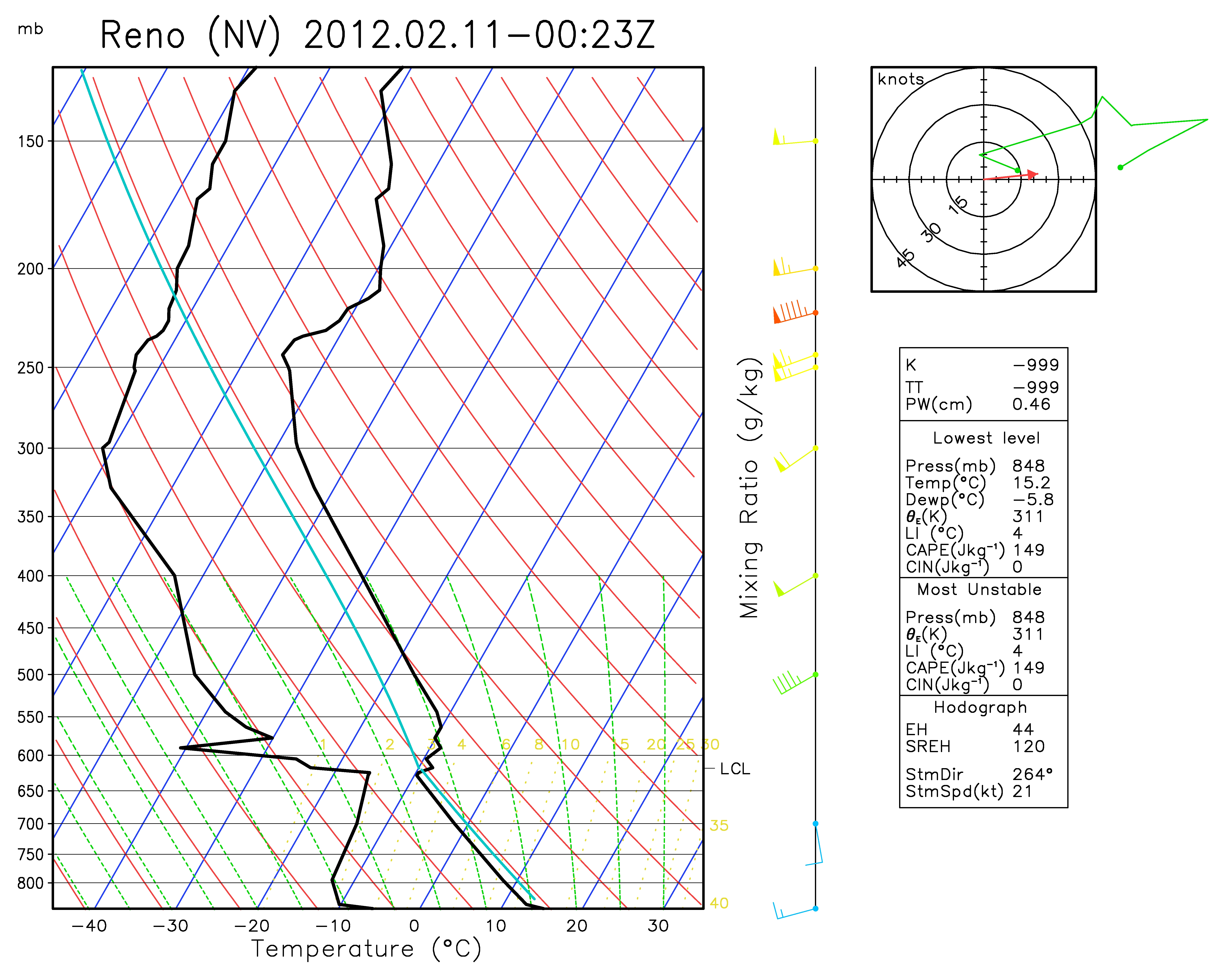
Effet de fœhn à Reno.

En aval de l'obstacle, l'air se réchauffe adiabatiquement et s'assèche en descendant et devient moins dense. À titre d'illustration, le sondage atmosphérique ci-contre montre l'état de la couche atmosphérique par un fort vent d'ouest à Reno, cette ville étant située à l'est de la Sierra Nevada. Il apparaît clairement que le gradient de température est égal au gradient de l'adiabatique sèche (9,75 K/km) jusqu'au niveau 630 hPa soit une altitude de 3 700 m. De plus l'air est beaucoup plus sec au sol qu'en altitude ce qui se traduit dans le sondage par un écart plus élevé entre la température de l'air et le point de rosée au niveau du sol. Ce sondage, qui a été effectué au milieu de l'hiver, montre ainsi l'accroissement adiabatique de la température de l'air et son assèchement lorsque celui-ci redescend en aval de la chaîne de montagnes. L'air devient donc plus chaud que la masse d'air environnante et va donc rebondir en altitude à cause de la poussée d'Archimède.

### Variante
Une variante de ce processus est lorsque l'air provient d'une région source plus en altitude que la région en aval. C'est le cas du vent de Santa Ana qui transporte de l'air sec de l'intérieur des montagnes et descend vers l'océan Pacifique. C'est un vent de couloir qui a des composantes de foehn et de vent catabatique. Dans ce cas, l'air soulevé n'a pas besoin d'atteindre la saturation et d'obtenir un apport de chaleur latente. La masse d'air soulevée suivra l'adiabatique sèche à la montée comme à la descente de la montagne. Le niveau final étant plus bas que celui de départ, la température finale sera plus élevée. Naturellement, on peut avoir une combinaison des effets, soit une différence de niveau entre le départ et l'arrivée ainsi qu'un dégagement de chaleur latente par condensation de la vapeur d'eau.
Une situation similaire peut se produire dans le Bas Languedoc lorsque de l'air sec et tiède dévale des hauts plateaux du Massif central en début d'été, cet air étant aspiré par une dépression thermique en Basse Provence attisée par des phénomènes de brises. Il souffle alors un mistral diurne qui est chaud et très sec, propice aux feux de forêt. Ce vent est parfois appelé mistralet.
Un tel phénomène se produisit probablement lors du très fort pic de chaleur à Nîmes le 28 juin 2019 où il fit 45,9 °C dans la région. Ainsi, ce jour-là, un vent du nord assez soutenu soufflait (13 nœuds avec des rafales à 23 nœuds).
Une autre variante de ce processus est le heat burst. Une parcelle d'air subsidente sous une virga d'orage s'assèche en descendant. Elle se réchauffe alors suivant l'adiabatique sèche. Si elle est suffisamment puissante, elle va devenir par inertie plus chaude que l'air environnant.

## Effets atmosphériques secondaires

### Onde de gravité

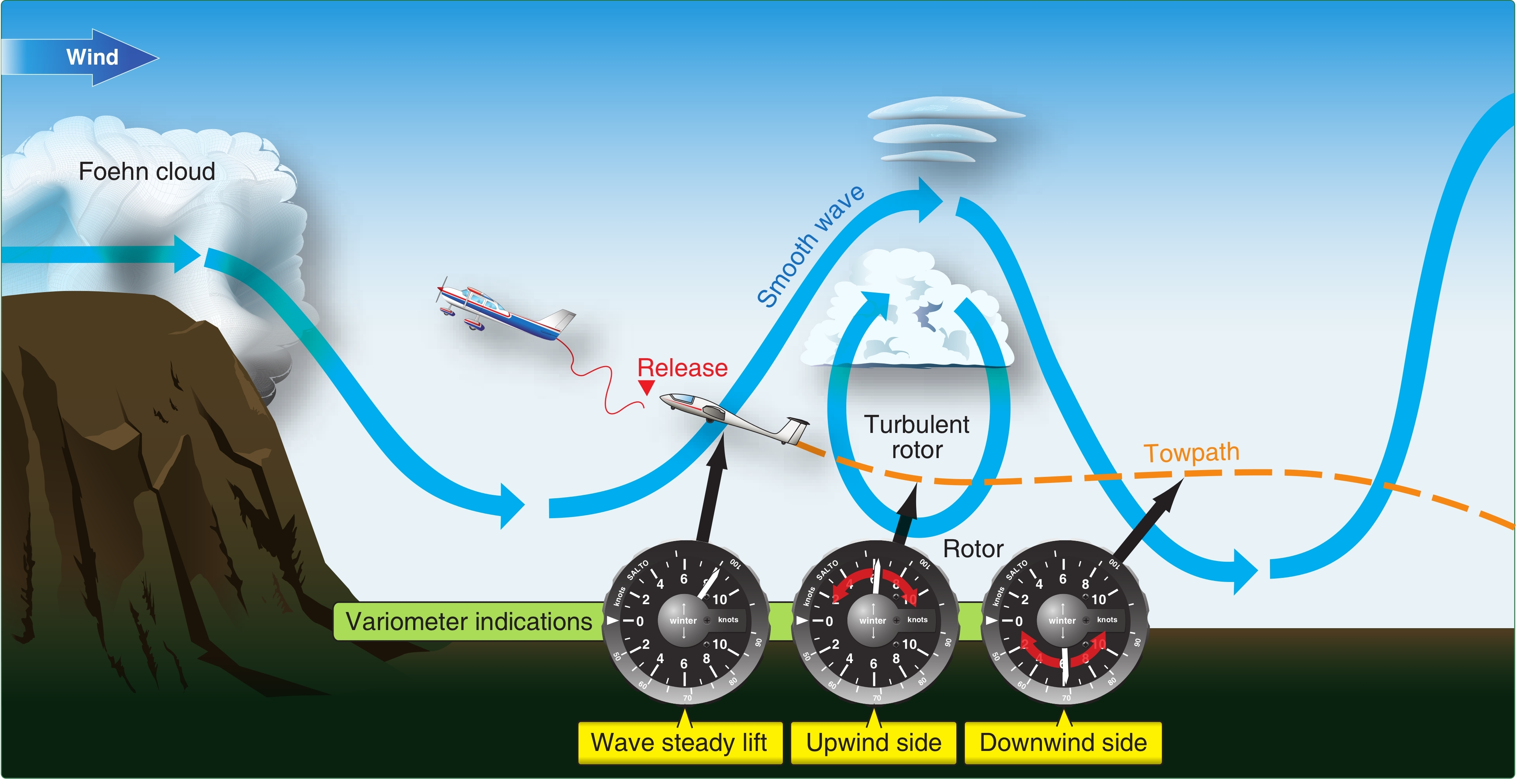
Structure d'un rotor associé des ondes orographiques. Le variomètre indique le taux de vitesse verticale en fonction de la position.

L'effet de foehn est la première partie de ce qui se passe une fois que l'air est passé de l'autre côté de l'obstacle. En aval, l'air se réchauffe adiabatiquement en descendant. Lorsque sa température dépasse celle de l'environnement, si cela se produit avant de toucher le sol, la poussée d'Archimède le fait rebondir vers le haut car l'air environnemental est alors plus dense que la particule d'air plus chaude. Le mouvement ascendant se poursuit jusqu'à ce que son refroidissement adiabatique la rende plus froide que l'environnement ce qui la fait à nouveau redescendre. Ceci peut produire une alternance de mouvements ascendants et descendants sur de grandes distances en aval des montagnes. C'est quand la particule d'air provenant du foehn est prise dans une couche d'inversion en altitude que cela survient.
Sous ces ondes orographiques, souvent stationnaires, apparaissent des rotors. Ces mouvements peuvent donc être associés avec des nuages (cumulus fractus) dans la partie ascendante et de la forte turbulence. Une modélisation correcte du phénomène fait intervenir les équations de la mécanique des fluides en utilisant le gradient de pression, la stabilité de l'air, la friction, la force de Coriolis et la gravité.
Les effets de l'onde de gravité engendrée par le foehn sont appréciés des pilotes de planeur qui peuvent s'élever à de très grandes altitudes. En outre, les mouvements ascendants et descendants dans ces ondes peuvent être très intenses. Il est possible d'avoir des vitesses verticales de 10 m/s. Grâce à ces ascendances, de très longues distances peuvent être parcourues en planeur.

### Hydrodynamique et stabilité
Le flux de la masse d'air pourrait être comparé à la circulation d'un liquide. On utilise le nombre de Froude F qui est équivalent au nombre de Mach. Il exprime la relation entre l'énergie cinétique (le carré de la vitesse) et l'énergie potentielle (stabilité et hauteur de la chaîne de montagnes). La valeur critique du nombre de Froude est 1. Dans ce cas, la probabilité d'avoir des ondes orographiques est grande. Si {\displaystyle \scriptstyle F<1}, le flot est bloqué car l'air est trop stable en amont et la parcelle qui remonte la pente ne peut atteindre le sommet. Si {\displaystyle \scriptstyle F>1}, alors l'air s'écoule sans oscillations majeures car il n'est pas assez stable et l'onde produite se disperse en altitude.
Le cas {\displaystyle \scriptstyle F\simeq 1} correspond à ce que la FAA enseigne quand elle dit que les ondes de gravité ne peuvent se former que si l'air est stable en amont et au sommet de la montagne. En aval, dû au phénomène de mélange induit par les rotors, l'air dans la couche sous-ondulatoire est neutralement stable  et ces rotors peuvent être migratoires se déplaçant avec le vent.
Les phénomènes deviennent ainsi beaucoup plus complexes. Ainsi, il peut arriver que la condition de {\displaystyle \scriptstyle F\simeq 1} puisse être satisfaite pour induire des ondes de gravité en aval des montagnes mais que des cumulonimbus se forment dans la région en amont.

## Effets climatiques
L'effet de foehn se rencontre fréquemment sur les montagnes dans les régions côtières et sur les îles montagneuses. Le versant côté mer est humide, alors que le versant côté terre est plus aride ; il est ainsi une des façons de créer une ombre pluviométrique. En Amérique, le versant est des montagnes Rocheuses ou des Andes est très aride et connait des vents dus au phénomène comme le Chinook et le Zonda. Un cas extrême où le foehn aide à créer une telle ombre est la vallée de la Mort. Coupée de l'influence océanique par la Sierra Nevada, c'est un désert presque absolu. En Asie, on peut penser au flux de mousson remontant l'Himalaya et inondant le sous-continent indien mais donnant un climat aride au plateau tibétain de l'autre côté des montagnes. En Australie, l'effet de foehn par vents d'est sur la Cordillère australienne (Great Dividing Range) augmente la pluviométrie le long de la côte est du pays et crée le désert intérieur.
Les vents de type foehn vont souvent apparaître soudainement au sol même si la circulation des vents est favorable à leur présence depuis quelque temps. Cela est dû au fait qu'on peut avoir une couche d'air très froid au sol au pied des montagnes, du côté sous le vent, qui constitue une inversion de température. Le foehn qui descend la pente ne pourra percer cette masse d'air très stable et restera en altitude jusqu'à ce que l'inversion se retire. Ce retrait se produit généralement quand les vents au sol deviennent faibles et parallèles aux montagnes du côté sous le vent. Lorsqu'il atteint le sol, il réchauffe soudainement la région, souvent de manière très spectaculaire.
Comme l'air est renouvelé et comprimé en permanence, un régime de foehn peut se traduire par des nuits beaucoup plus chaudes qu'à l'accoutumée, vu que le réchauffement de l'air est lié à un phénomène mécanique. Ainsi, par vent de sud, Grenoble et son agglomération sont parfois soumises à des températures très élevées lors des nuits d'été et plus généralement à des températures excessivement élevées pour la saison.

### France

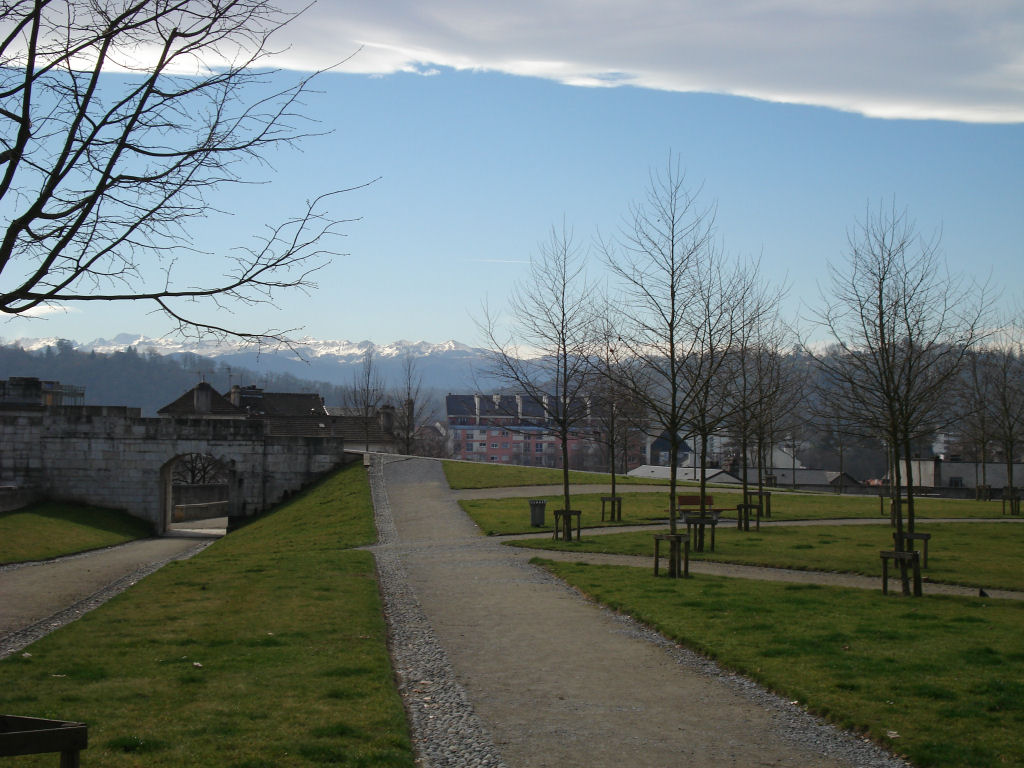
Effet de foehn à Pau (Pyrénées-Atlantiques) le 15 février 2007.

En France métropolitaine, les Cévennes subissent un effet de foehn par circulation d'ouest. À l'ouest de la chaîne, les hauts-plateaux sont très humides, alors que les basses vallées de l'Ardèche et du Gard, ainsi que la basse vallée du Rhône sont beaucoup plus arides et ont un climat méditerranéen. On observe aussi un phénomène similaire au nord du Massif central : la chaîne des Puys provoque également un effet de foehn qui a pour conséquence de réduire considérablement les précipitations dans la plaine de la Limagne (qui a un climat semi-continental d'abri). Ainsi, la moyenne annuelle de précipitations n'est que de 57 cm à Clermont-Ferrand ce qui en fait l'une des villes avec la pluviométrie la plus faible de France. Idem pour les monts du Forez qui font de la plaine du Forez une zone avec une faible pluviométrie.
Un phénomène analogue se produit dans les vallées intra-alpines, notamment autour de Grenoble et sur la Savoie et en Haute-Provence. La région de Sierre, en Valais central, est connue pour être particulièrement sèche, certains auteurs affirmant même que Sierre possède un climat méditerranéen. L'effet de foehn fait aussi que la partie de la plaine d'Alsace allant du bassin potassique à Sélestat, est une région assez sèche avec 610 mm de précipitations par an dans la zone centrale située autour de Rouffach. C'est sur les pentes vosgiennes situées dans cette zone que s'est développé le vignoble alsacien depuis l'époque romaine.
Les versants français et espagnol des Pyrénées sont aussi affectés. Par vent de sud, il règne une forte chaleur sèche sur l'Aquitaine tandis que par vent du nord un régime similaire au mistral s'établit en Aragon.
Dans les Alpes du Sud, la présence de mistral est souvent associée à des ondes orographiques. La présence d'ondes orographiques utilisées par les pilotes de planeur est avérée à Saint-Auban, Vinon-sur-Verdon et même à Fayence qui se situe près de limite est d'influence du mistral. Pendant le même temps des cumulonimbus se développent sur le Mercantour et provoquent des orages violents. C'est ce qui s'est passé le 10 août 2016 avec un mistral violent à Marseille provoquant des incendies de forêt
et de gros orages sur le Mercantour,.
L'effet de foehn est enfin un élément majeur du climat de la Corse, responsable de la fréquente dissymétrie des conditions météorologiques sur l'île, de part et d'autre des massifs montagneux qui coupent l'île en deux. En hiver par exemple, le libeccio (vent de sud-ouest) apporte fréquemment précipitations et orages sur les versants occidentaux de l'île tout en faisant grimper les températures et baisser l'hygrométrie sur la côte orientale.

## Effets divers

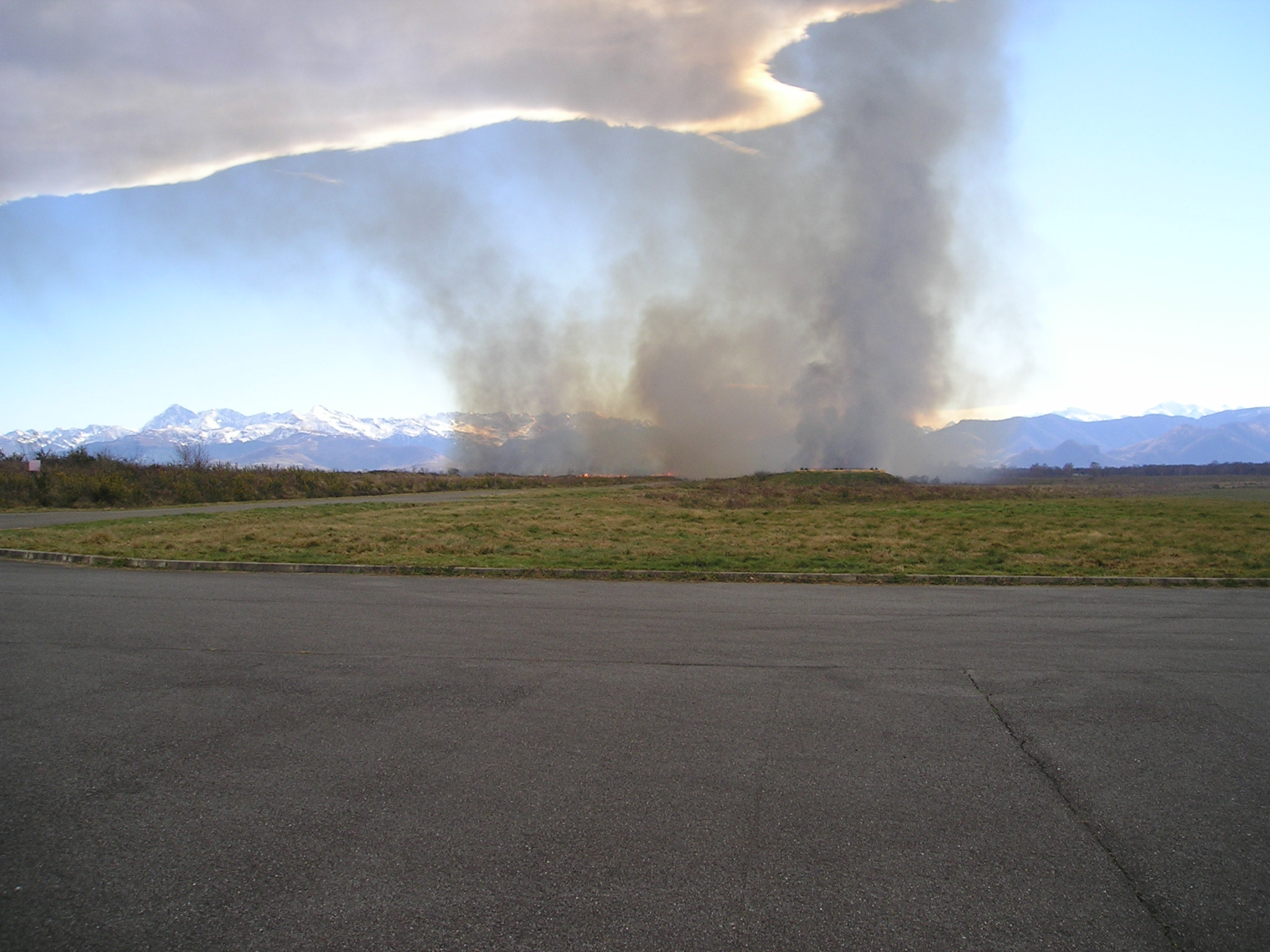
Début d'incendie par régime de foehn dans les Hautes-Pyrénées.

- Les régions sous les foehns peuvent voir leur température augmenter jusqu'à plus de 30 °C en quelques heures (ex. [22]). Ils sont appelés les « mangeurs de neige », de par leur capacité à faire rapidement fondre le couvert neigeux. Cette capacité est principalement due à leur température, mais la déshydratation de la masse d'air y participe également. Les foehns peuvent aussi favoriser les feux de forêts, y rendant les régions où ils sévissent particulièrement sèches et en attisant les flammes une fois le feu démarré.
- Les foehns sont bien connus (et redoutés) des alpinistes alors qu'ils ajoutent une difficulté supplémentaire à l'ascension.
- Une étude de l'université Louis-et-Maximilien de Munich a trouvé une augmentation de 10 % des suicides et accidents lors d'épisodes de foehn en Europe. La mythologie populaire associe également diverses affections allant de la migraine à la psychose avec des vents de ce type dont le Santa Ana qui est appelé le vent du meurtre. Celui qui commet un crime un jour de foehn en Bavière bénéficiera de circonstances atténuantes, dit-on.
- Un dicton paysan allemand dit : Kriegt der Knecht vom Föhn einen Wahn, schlachtet er den Wetterhahn (« Un valet d'étable rendu fou par le foehn ira tuer le coq-girouette. »)

## Vol à voile
Un effet de fœhn est en général associé à des ondes orographiques. Celles-ci peuvent s'élever très haut (à plus de 15 km) et permettent donc d'atteindre de très grandes altitudes et de parcourir de très grandes distances en planeur.

## Différents noms
Selon les régions, ces vents sont connus sous différents noms, notamment :
- en Amérique du Nord :
  - « Chanduy » au Mexique,
  - « Chinook » dans les montagnes Rocheuses, aux États-Unis et au Canada, ainsi que dans les montagnes Chugach d'Alaska,
  - « Diablo » dans la région de San Francisco,
  - « Santa Ana » dans le sud de Californie,
- en Amérique du Sud :
  - « Puelche » au Chili,
  - « Zonda » en Argentine,
- en Europe :
  - « Aspr » dans le Massif central,
  - « Vent d'autan » dans le Languedoc et le Midi Toulousain,
  - « Balaguère » dans les Hautes-Pyrénées et les Pyrénées-Atlantiques,
  - « Foehn » en Suisse et en Autriche,
  - « Fogony » ou « tramontane » dans les Pyrénées-Orientales,
  - « Haize Hegoa » au Pays basque,
  - « Halny » en Pologne,
  - « Halný » en Slovaquie,
  - « Helm » en Angleterre,
  - « Jauk » en Carinthie (du slovène Jug),
  - « Manghjaneve » ou « Magnaneva » en Corse,
- en Océanie :
  - « The Nor'wester » ou Canterbury Northwester dans le sud de la Nouvelle-Zélande.